# 풍세초등학교
풍세초등학교는 대한민국 충청남도 천안시 동남구에 있는 공립 초등학교이다.

## 학교 연혁
- 1931년 10월 16일: 설립인가
- 1932년 2월 16일: 개교
- 1938년 4월 1일: 풍세공립심상소학교로 개칭
- 1941년 4월 1일: 풍세공립국민학교로 개칭
- 1947년 3월 1일: 미죽국민학교 분리
- 1955년 4월 1일: 용정국민학교 분리
- 1981년 3월 1일: 병설유치원 개원
- 1996년 3월 1일: 풍세초등학교로 개칭
- 2016년 2월 4일: 제77회 졸업
- 2017년 2월 9일: 제78회 졸업

## 참고 자료
- 풍세초등학교 - 한국교육학술정보원 학교알리미